# Civico museo d'arte moderna e contemporanea
Il Civico Museo d'Arte Moderna e Contemporanea è sito nel palazzetto Brancaccio del borgo di Anticoli Corrado, nel territorio della città metropolitana di Roma. Il museo è articolato su tre piani e conserva ed espone una collezione di arte moderna e contemporanea composta da circa 700 opere, fra disegni, dipinti, sculture e stampe.

## Storia
Il Civico Museo di Arte Moderna e Contemporanea nasce nel 1935 grazie a donazioni di pittori e scultori strettamente legati al territorio di Anticoli Corrado.
Agli inizi dell’ottocento, durante il Grand Tour, artisti ed intellettuali provenienti da tutta Europa cominciarono a esplorare i dintorni di Roma alla ricerca di nuove fonti d’ispirazione per le proprie opere.
Il borgo di Anticoli Corrado, con la bellezza dei suoi paesaggi e l’ospitalità dei suoi abitanti, destò in loro un interesse così vivo che ben presto divenne meta di pellegrinaggio. Inoltre, a partire dalla fine del XIX secolo, un numero sempre maggiore di artisti scelse di soggiornarvi per periodi più o meno lunghi, per allontanarsi dal caos della città.

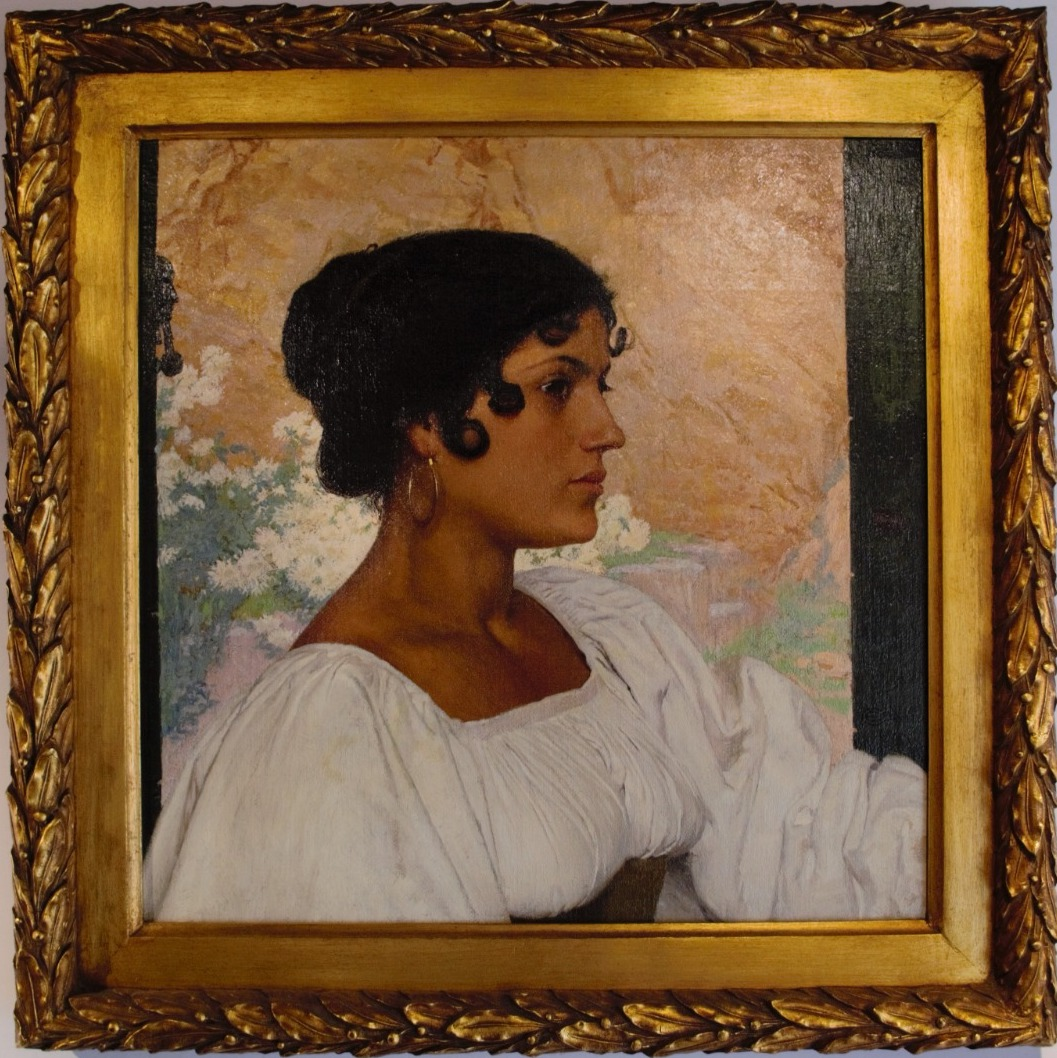
Edward Okun´, Vittoria, 1907. Ritratto di una modella anticolana

Oltre al paesaggio e alle caratteristiche architetture, i pittori, gli scultori e gli incisori subirono anche il fascino degli abitanti, tanto per la bellezza quanto per la disinvoltura nel posare. La storia dell'arte ad Anticoli Corrado è infatti strettamente connessa proprio a loro, in particolare alle donne: forti, audaci, bellissime. È proprio grazie a queste loro caratteristiche se ancora oggi il piccolo borgo medievale pullula di preziose opere d'arte e storie incredibili, tramandate nel corso del tempo dagli eredi degli artisti. Nelle anticolane, gli artisti trovarono non solo donne bellissime e abbastanza emancipate da non temere di posare senza veli, ma anche compagne amorevoli e premurose, spesso dotate di invidiabili capacità manageriali tanto da influenzare l’evoluzione artistica dei mariti. Fra le modelle, e pittrici, anticolane più importanti si ricordano Pasquarosa Marcelli, Margherita Toppi, Candida Toppi, Vittoria Ciaccia.
La fama di Anticoli Corrado e delle sue modelle incuriosì numerosi artisti di grande levatura, tra cui Arturo Martini, Pablo Picasso e Marcel Duchamp.
Tra gli anni ’20 e ’30 del XX secolo, la folta schiera di personalità internazionali dell’arte residenti ad Anticoli Corrado volle ringraziare il borgo a proprio modo per l'accoglienza ricevuta: donando al Comune delle opere d'arte eseguite in loco. Nel 1932, queste opere vennero raccolte in un unico luogo e proposte al pubblico: nacque così la "Galleria internazionale d'Arte Moderna" comprendente 20 opere. Riscosse un grande successo e in poco tempo la galleria divenne comunale.
Nel 1935 il catalogo della nuova "Galleria comunale d'arte moderna" comprendeva 74 opere e la galleria stessa fu inaugurata il 15 settembre dal governatore di Roma, Giuseppe Bottai. Numerosi protagonisti dell'arte italiana della prima metà nel Novecento come Attilio Selva, Orazio Amato, Antonio Muñoz, Pietro Gaudenzi, Riccardo Assanti e Carlo Toppi fecero parte del comitato promotore per la nascita del museo.
Verso la fine degli anni '30 del Novecento, il museo conobbe un periodo di crisi a causa della seconda guerra mondiale: le opere furono nascoste in magazzini e molti artisti lasciarono il borgo.
Il 6 novembre 1948 fu redatto un primo elenco post-bellico del patrimonio artistico che comprendeva circa 84 opere.

Nel 1961, il principe Marcantonio Brancaccio donò al borgo di Anticoli Corrado il Palazzetto Brancaccio: in origine era un castello ma venne trasformato in palazzo baronale dalla famiglia Brancaccio stessa. Così, nel 1967 il Palazzetto Brancaccio divenne la nuova sede della galleria; Carlo Ludovico Bompiani fu il primo direttore e venne fondato "il Centro di Arte e Storia di Anticoli Corrado".

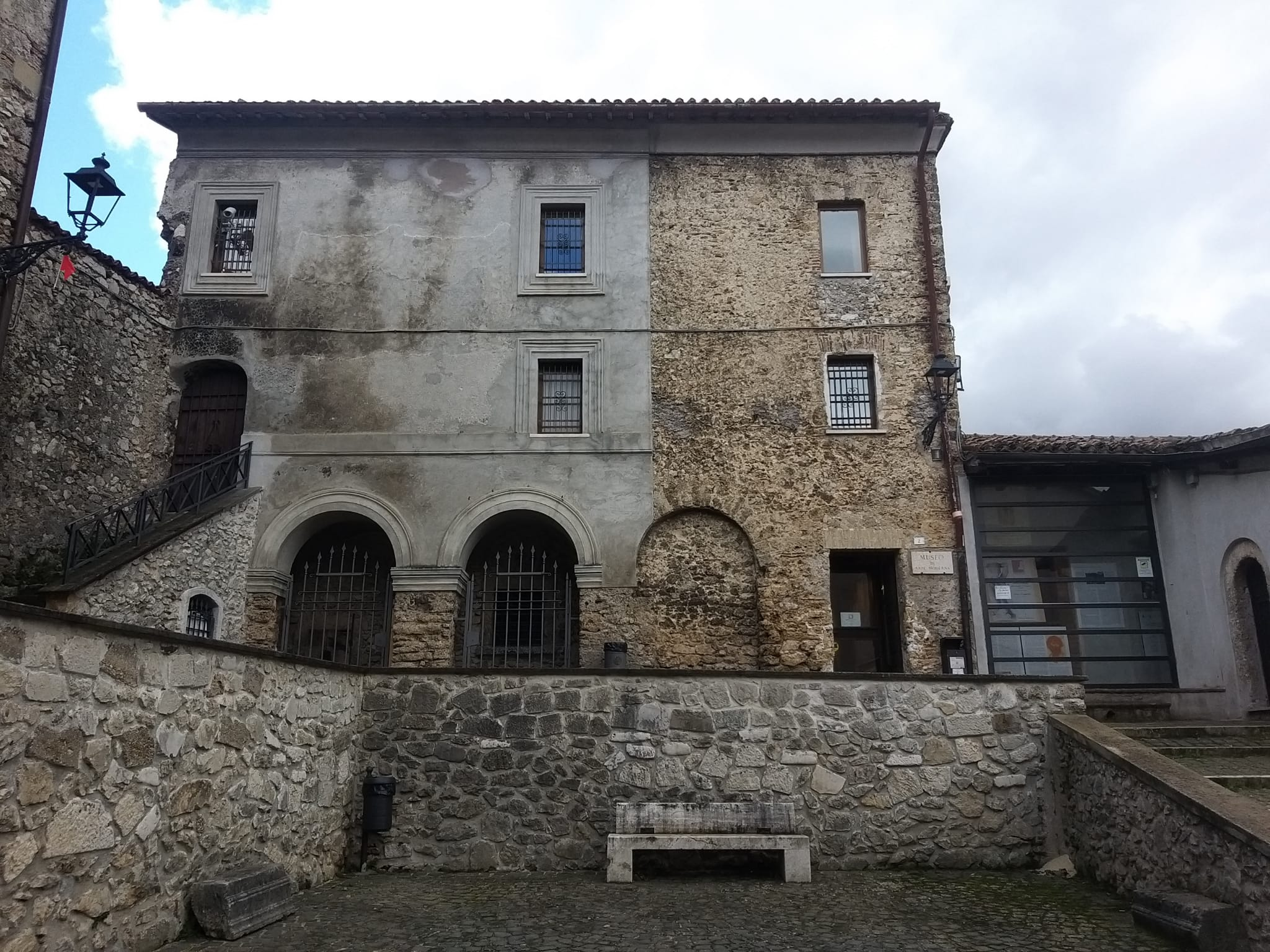
Facciata esterna del Palazzetto Brancaccio, sede del Civico Museo di Arte Moderna e Contemporanea di Anticoli Corrado.

Successivamente, quattro stanze del Palazzetto vennero destinate all'esposizione permanente delle 128 opere conservate. Ma nel 1974 un incendio danneggiò parte della struttura e il Centro venne chiuso al pubblico, per riaprire solo più di 10 anni dopo.
Nel 1983, il direttore Umberto Parricchi redasse il primo inventario delle opere conservate nel museo che porterà alla stesura di un volume sull'antica grande stagione anticolana. Il 30 marzo del 1985 il museo fu riaperto al pubblico, esponendo ben 160 opere. In questa occasione, venne presentato il volume edito da Umberto Parricchi che fu in grado di risvegliare un forte interesse negli artisti internazionali nei confronti di Anticoli Corrado. Inoltre, il Monsignor Vittorio Occhigrossi, parroco del paese per oltre 60 anni, colpito dall'importanza della collezione museale, aiutò l'acquisizione dalla Curia del Palazzetto Brancacci e la creazione della sala d'accesso, che collega le due ali della struttura.
Nel 1995 assume la direzione Fabio Benzi e viene pubblicato il primo catalogo completo del museo, contenente le schede sulla vita e la produzione degli autori delle opere esposte.
Nel 2001, con l'amministrazione Meddi, il nuovo direttore Marco Occhigrossi fu affiancato da un comitato di gestione, consiglieri comunali e un consulente scientifico. La "Galleria d'Arte" diventa ora un "Museo". In questi anni ha inizio la riorganizzazione del sistema espositivo, la stesura di un inventario ufficiale e il restauro di diverse opere. La direzione lavora alla realizzazione del Museo Territoriale, finanziato con fondi europei.
Nel 2014, Marco Occhigrossi lascia la direzione del Museo in favore di Manuel Carrera, storico dell'arte e attuale direttore del museo. L'istituzione museale persegue la valorizzare delle sue collezioni storiche attraverso mostre dedicate, tra gli altri, ad alcuni dei protagonisti della Scuola Romana.

## La collezione
La collezione museale del Civico Museo di Arte Moderna e Contemporanea conta circa 700 opere esposte su tre piani.  Sculture, dipinti e disegni di artisti moderni che hanno avuto uno stretto legame con il paese, tra i quali Oskar Kokoschka, Felice Carena, Arturo Martini, Adolfo De Carolis, Attilio Selva, Giulio Aristide Sartorio, Augusto Corelli, Raniero Aureli, Pietro Gaudenzi e di artisti contemporanei come Giuseppe Capogrossi, Andrea Spadini, Fausto Pirandello, Rafael Alberti e altri numerosi artisti.

### Dall’Ottocento agli anni Dieci
In questa sezione sono raccolti i dipinti e le statue più antiche delle collezioni. 

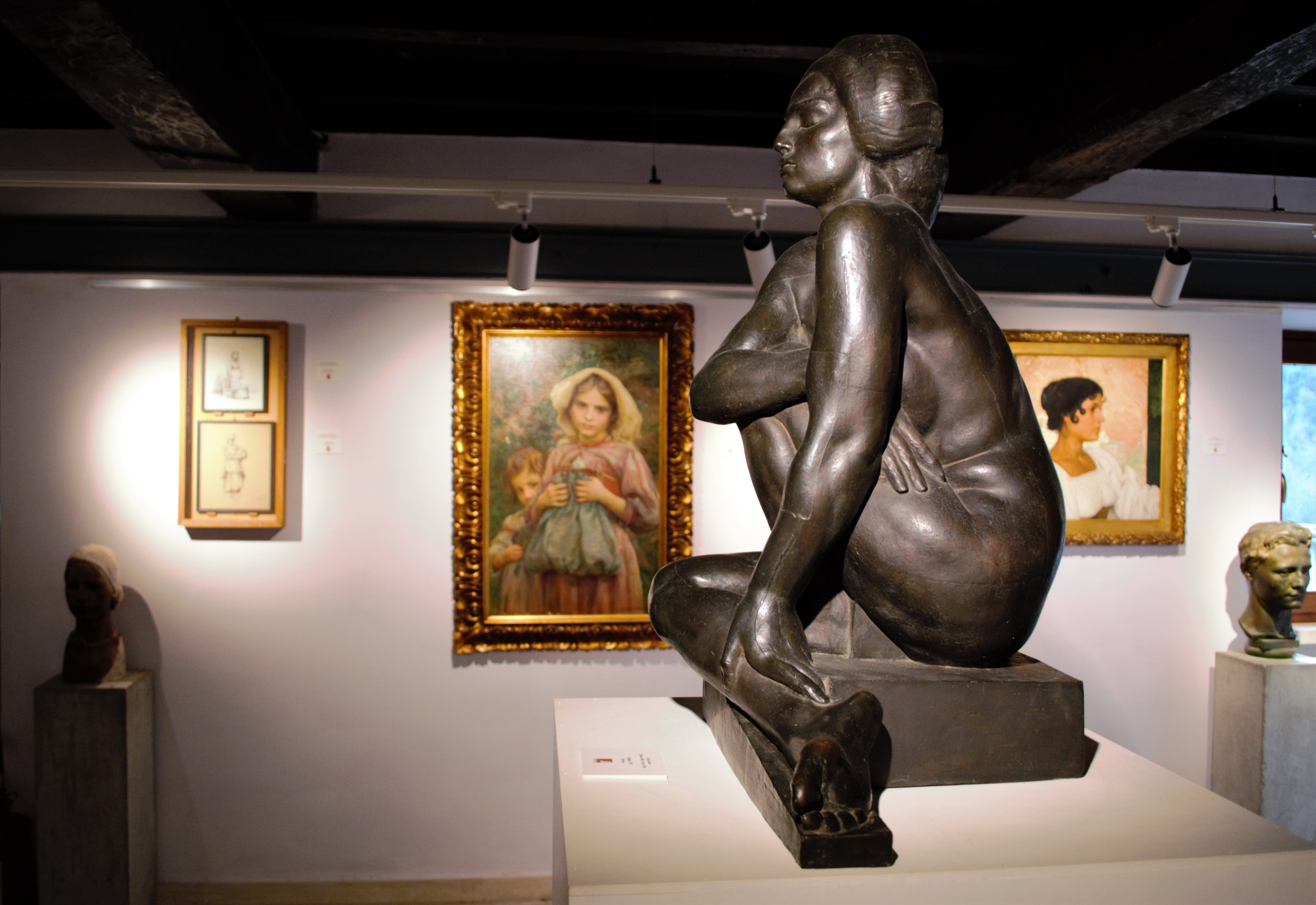
Particolare della sala "Dall'Ottocento agli anni Dieci"

Queste opere offrono uno sguardo sulla produzione di alcuni degli artisti stranieri in visita ad Anticoli Corrado, come lo svizzero Hans Lendorff (1863-1946), le cui Mendicanti colpiscono per l'intensità psicologica, il polacco Edward Okuń (1874-1946), il cui Ritratto di Vittoria Ciaccia è una prova di come gli artisti idealizzassero la bellezza delle donne anticolane rendendole quasi monumentali.

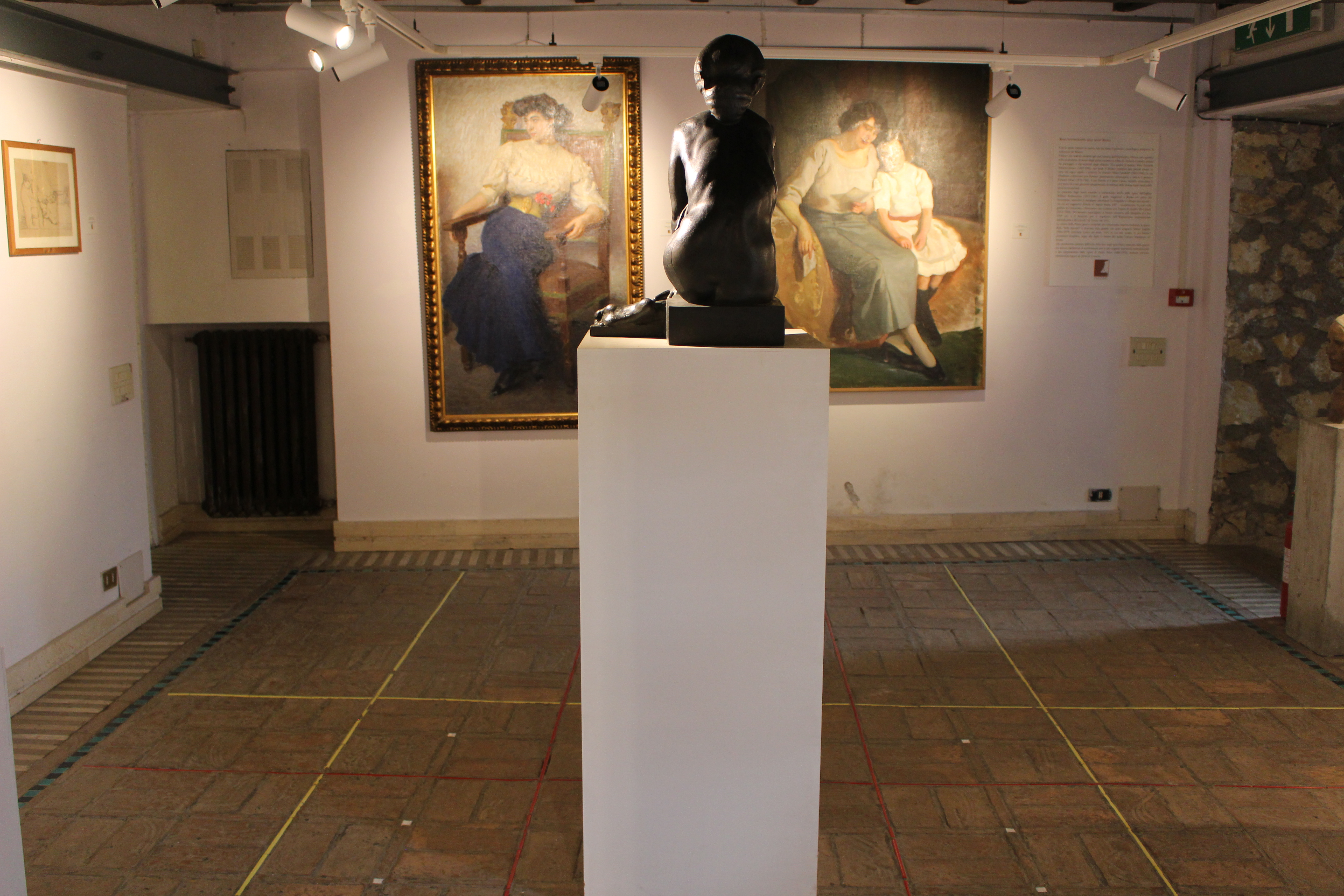
Particolare della sala "Dall' Ottocento agli anni Dieci"

Le litografie e i disegni qui esposti – tra cui un suggestivo Ritratto di Auguste Rodin, 1897 – restituiscono un focus sulla grafica tra Ottocento e Novecento che culmina con le opere di Adolfo De Carolis.
La prima guerra mondiale interrompe la quiete della “belle époque”  è illustrata dalla grande tela dello spagnolo Rafael Argelés (1894-1979) intitolata Lettera dal fronte, 1916, in cui una madre, in un interno domestico borghese, legge alla figlia la lettera del padre lontano impegnato al fronte.
Infine, le opere di Attilio Selva (1888-1970), scultore triestino legato ad Anticoli Corrado, rappresentano la produzione artistica dell’Italia della fine degli anni Dieci, stravolta dalla guerra ma desiderosa di confrontarsi con le più originali esperienze internazionali.

### Suggestioni degli anni Venti
Gli inizi degli anni Venti, segnati degli orrori della prima guerra mondiale, furono caratterizzati dalla ricerca di un linguaggio in grado di unire la modernità alla tradizione, volgendo lo sguardo a nuove ricerche senza dimenticare i grandi maestri del passato. 

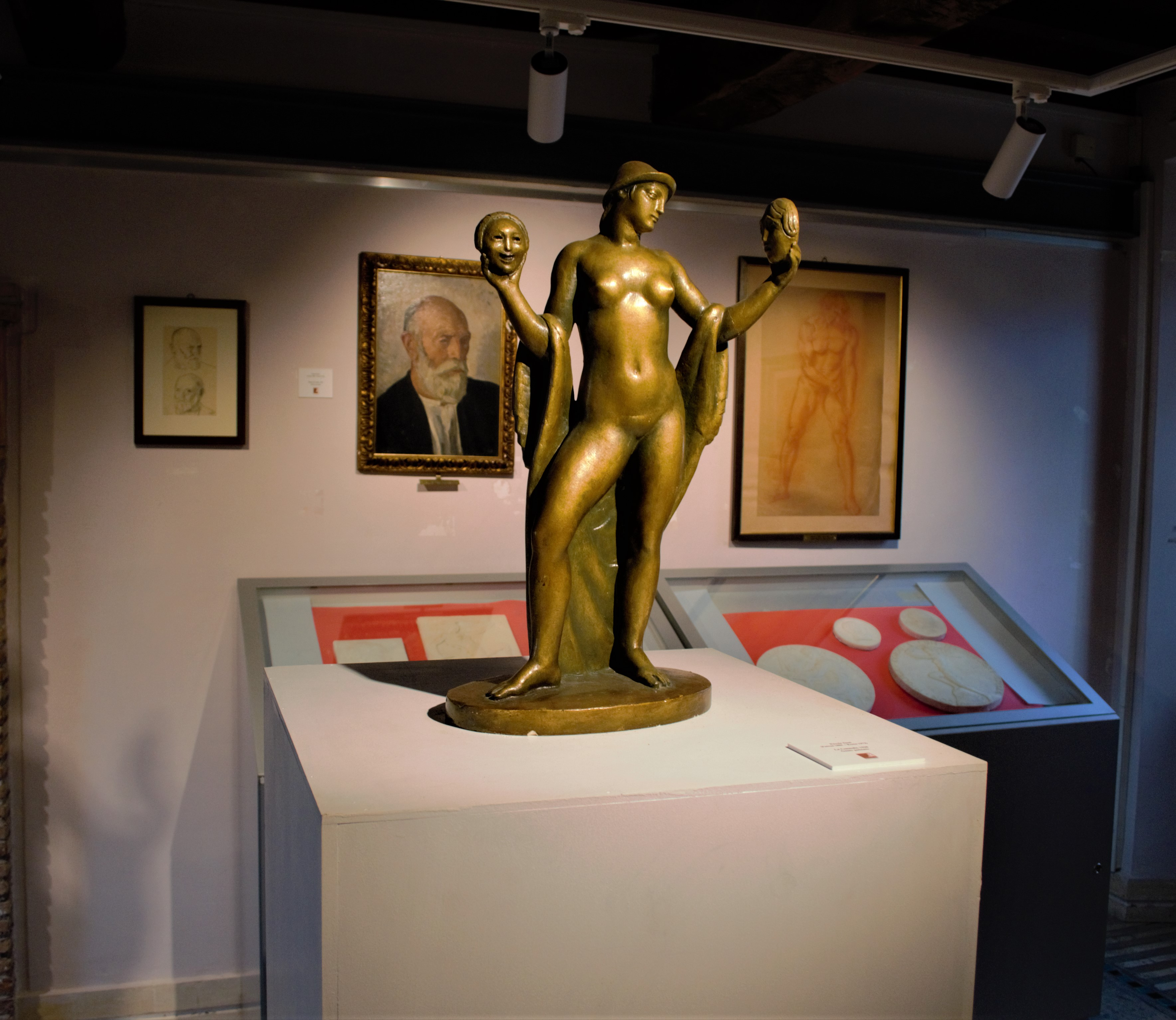
Particolare della "Suggestioni degli anni Venti"

Un genere particolarmente in voga negli anni Venti è il soggetto animalier,  dei quali sono un esempio le opere di Ferruccio Ferrazzi (La trita del grano) e di Giulio Aristide Sartorio (Leonessa), eseguito dal vero allo zoo di Buenos Aires, città in cui l’artista romano soggiornava in qualità di Commissario per le Belle Arti. 

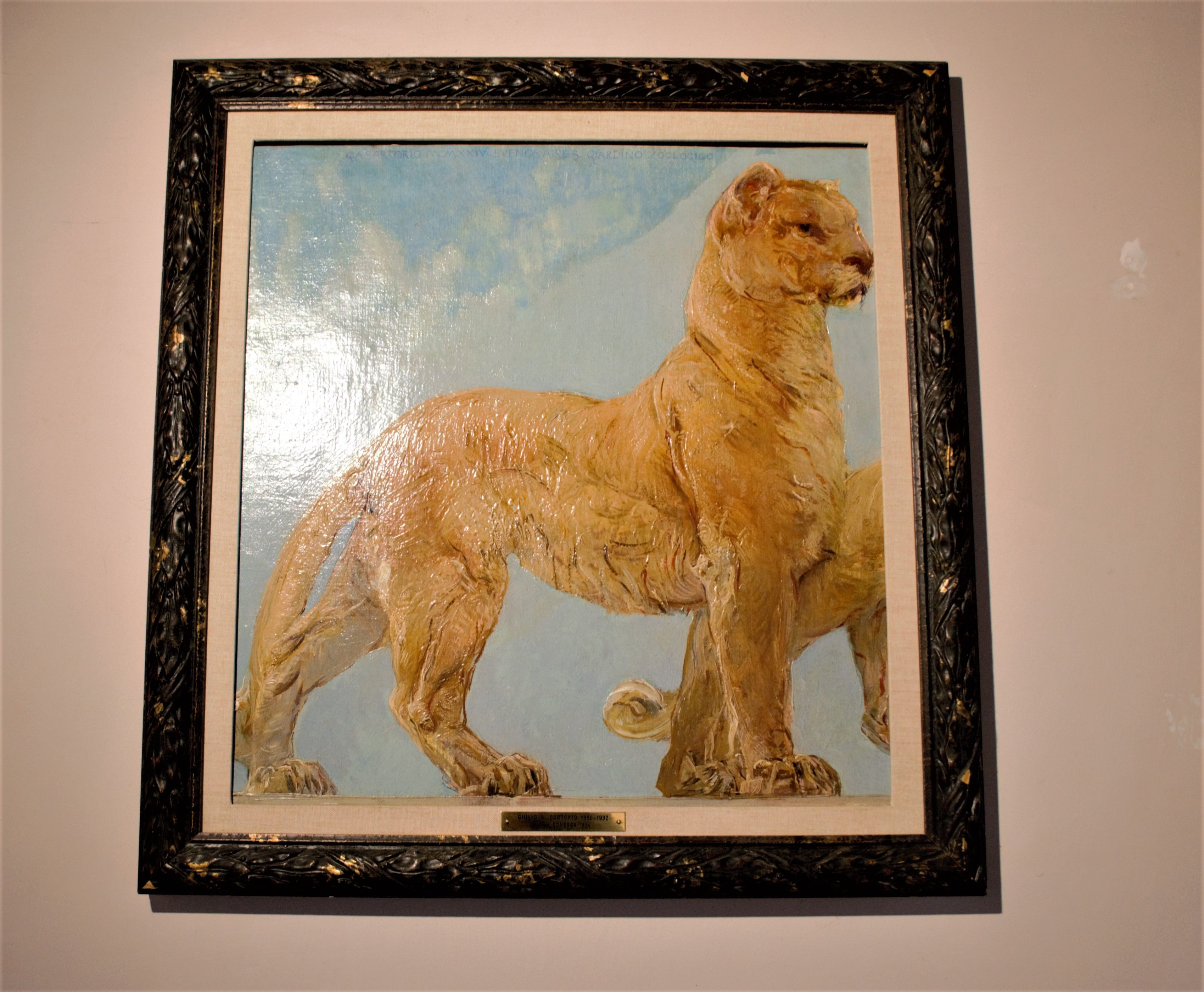
Leonessa - Giulio Aristide

Una preziosa ceramica policroma del 1927 raffigura invece un animale di fantasia, Schiava del mostro di Arturo Martini (1889-1947) e rappresenta una vera e propria visione onirica dell'artista, assistente di Maurice Sterne (1878-1957), presente in questa sezione con il dipinto Donna seduta, 1920.
Altro protagonista dell’arte italiana degli anni Venti è Ercole Drei (1886-1973), del quale sono esposti un ritratto ad olio corredato di studi a matita e una delle sue più celebri sculture, la Commedia, gesso patinato in oro che rappresenta l’apertura dell’artista all’eleganza di un classicismo riletto in chiave Déco.

### Temi dell'arte italiana dagli anni Trenta al dopoguerra
Le opere esposte in questa sezione rappresentano il cuore delle collezioni del Museo e vengono affrontati i maggiori temi dell’arte all’epoca del regime: la famiglia e la ruralità.

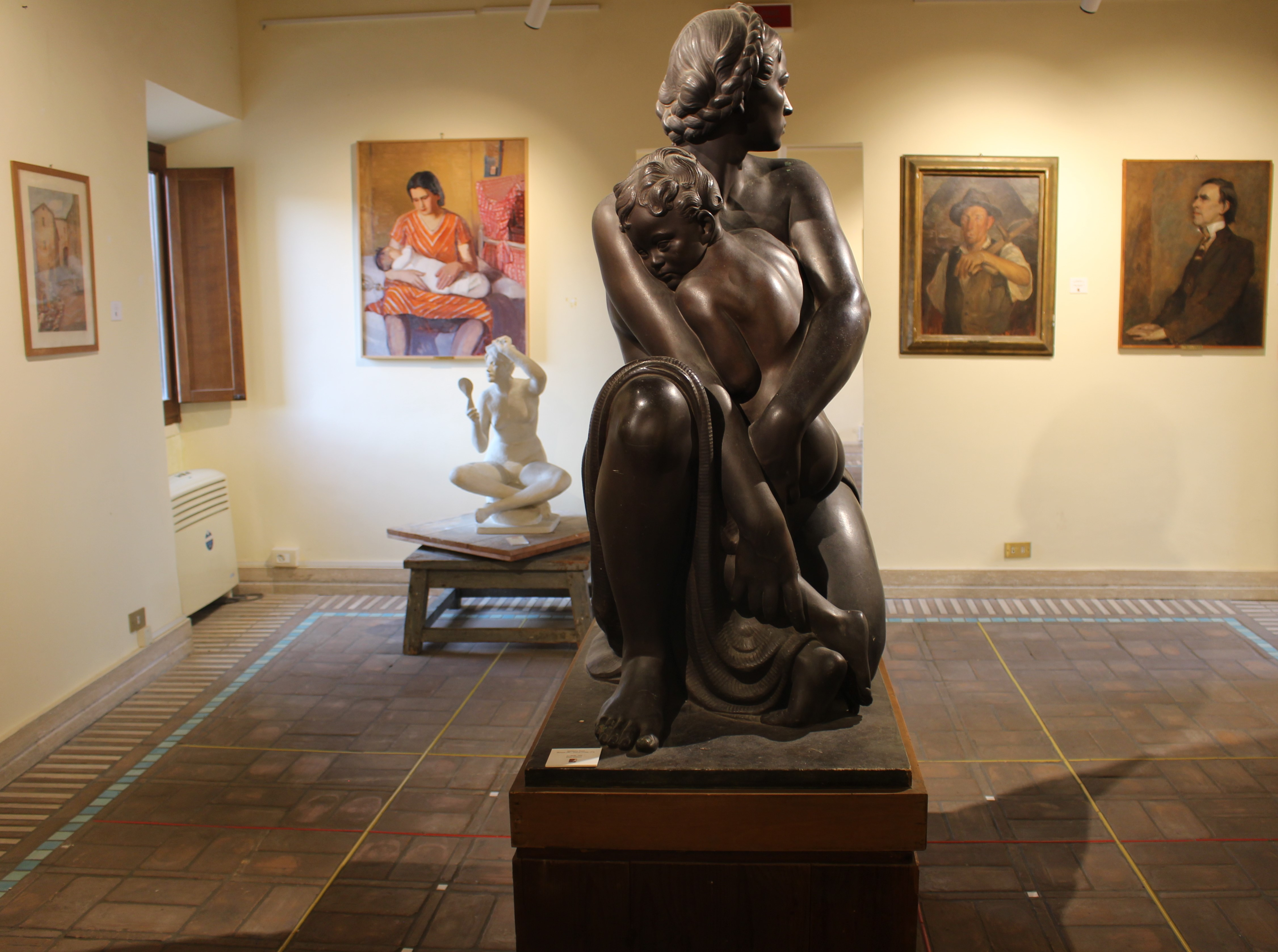
Particolare della sala "Temi dell'arte italiana dagli anni Trenta al dopoguerra"

Ne è un esempio la scultura de La madre di Domenico Ponzi che viene messa a confronto con la Maternità di Emilia de Divitiis (1893-1979), in cui viene evidenziata la forza della figura femminile ed esaltata l’importanza del ruolo materno nella società.

Al tema della ruralità è legato il dipinto di Giuseppe Piccolo, il Contadino che torna dai campi, affiancato al coevo ritratto borghese di Sigismodo Meyer (1884-1952), esempio di due mondi distanti che convivono.

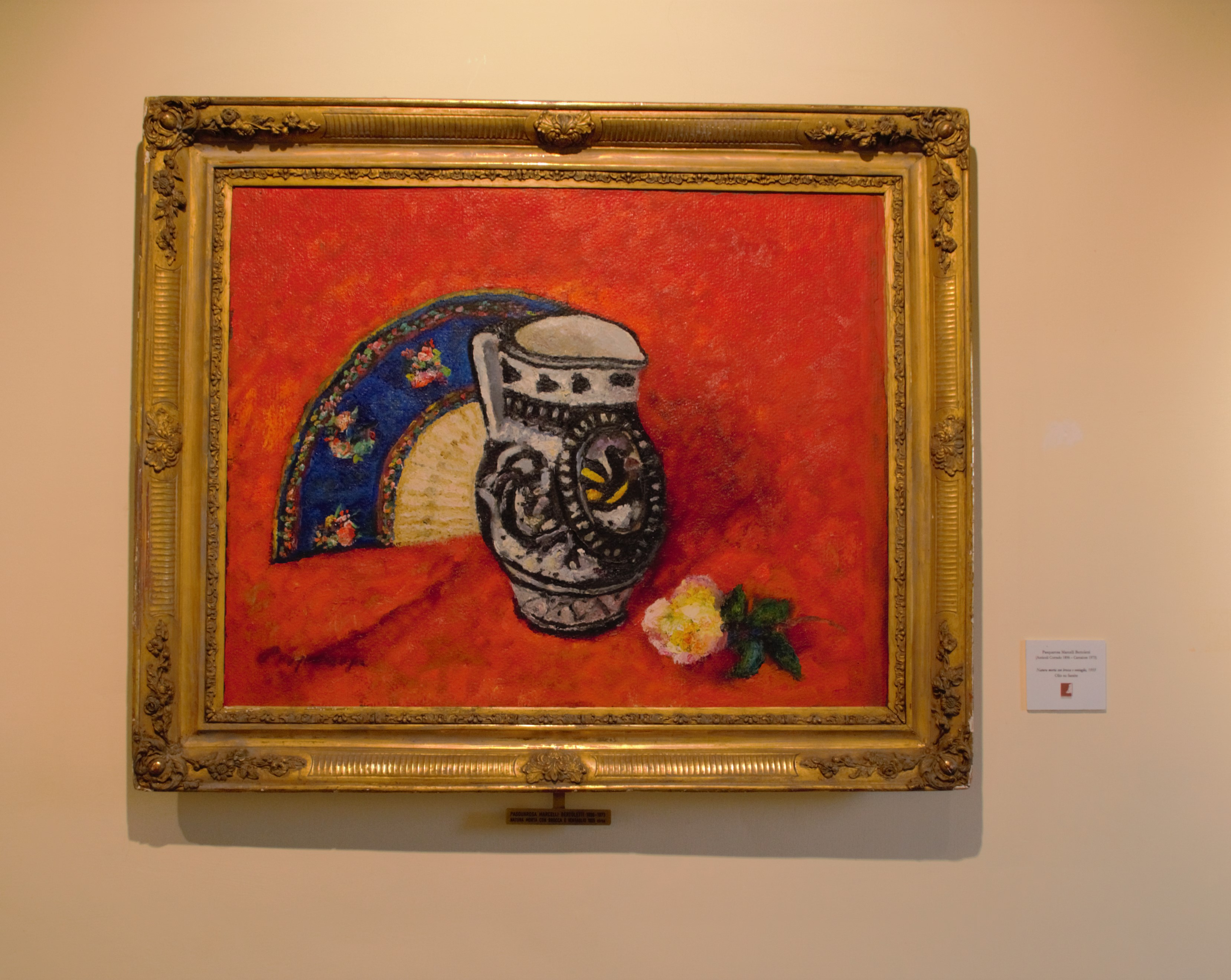
Natura morta con brocca e ventaglio, 1935 Pasquarosa Marcelli Bertoletti

I dipinti di Felice Carena (Famiglia di pescatori) e Emanuele Cavalli (L’amicizia) sono dedicati alla riscoperta della pittura antica, così come le opere di Giuseppe Capogrossi e Corrado Cagli interpretano i valori camerateschi, particolarmente cari all’Italia del regime fascista, non senza un velato omoerotismo di reminescenza ellenica.
In questa sezioni sono inoltre presenti i temi del paesaggio, come mostrato da una serie di studi naturali di Andrea Spadini, e della natura morta, intesa come specchio dell’artista e del suo lavoro, tra cui quelle di Fausto Pirandello e Giuseppe Capogrossi e in particolare quella di Pasquarosa Marcelli Bertoletti, la modella anticolana che divenne artista quasi per gioco, per poi affermarsi come una delle più interessanti novità del panorama italiano della metà del Novecento.
A chiudere il percorso, due lavori grafici dell’eclettico Rafael Alberti e del geniale Eric Hebborn, gli ultimi protagonisti della vita culturale internazionale anticolana.

### Sala delle Carceri

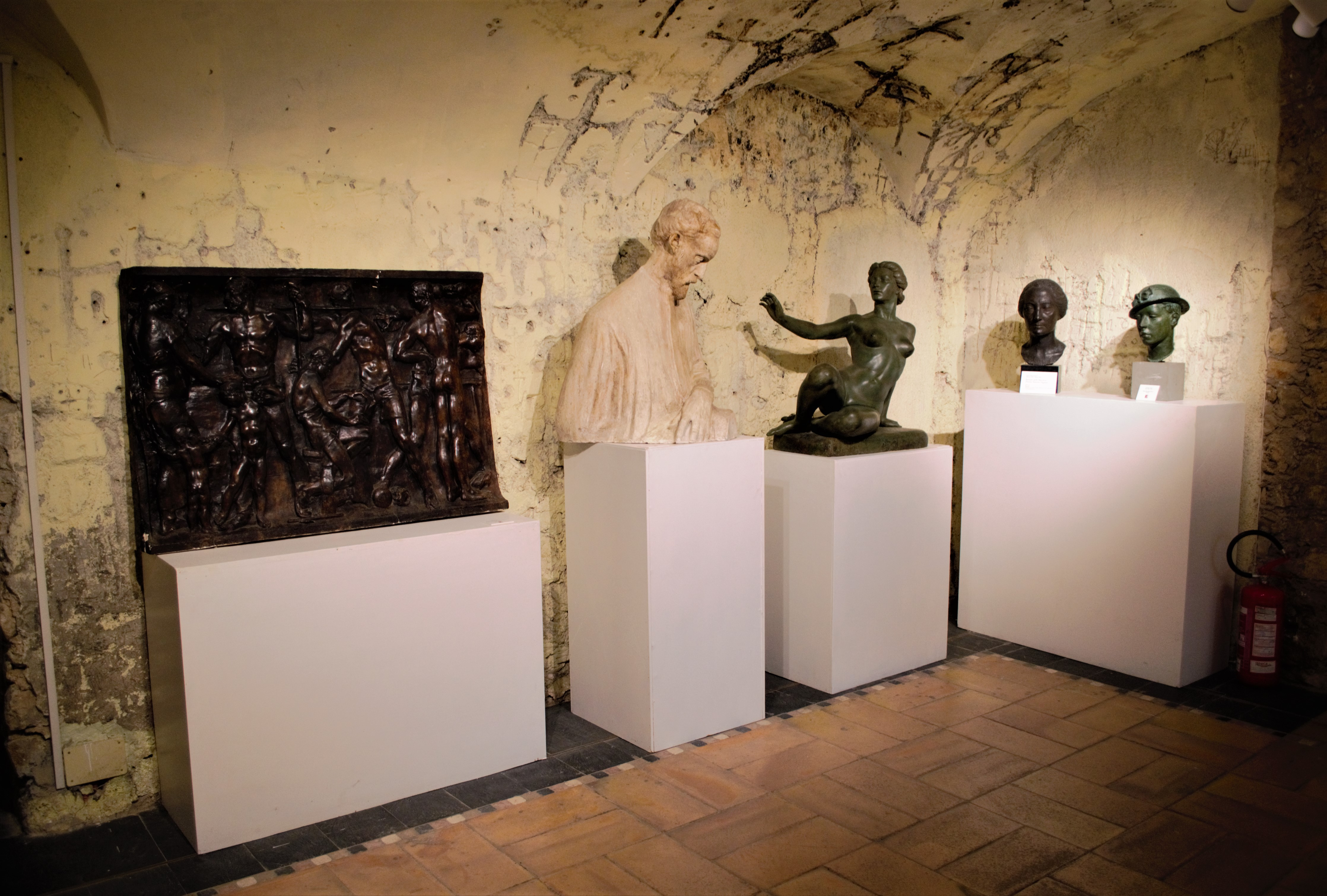
Particolare della Sala delle Carceri in cui sono visibili i graffiti dei prigionieri e alcune opere di arte moderna e contemporanea.

La “Sala delle Carceri” o “Sala Domenico Ponzi” è caratterizzata da suggestivi graffiti lasciati dai prigionieri sulle pareti. Questa sezione ospita alcune opere scultoree che raccontano diversi aspetti della storia dell’arte del Novecento: dal secessionismo di Ivan Meštrovicˇ alla sorprendente modernità di Arturo Martini.